# Sous-groupe d'Andromède

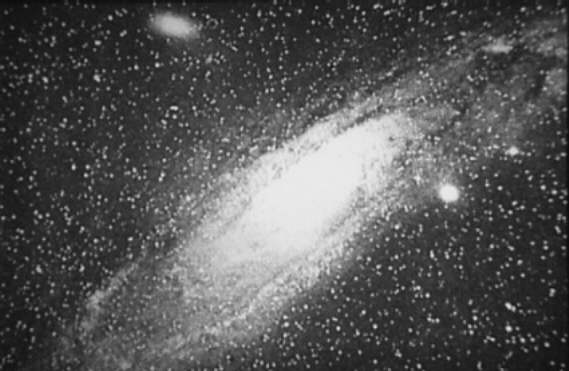
Galaxie d'Andromède avec M110 en haut à gauche et M32 à droite du noyau.

Le sous-groupe d'Andromède (ou sous-groupe de M31) est un groupe de galaxies, plus précisément le sous-ensemble du Groupe local constitué par la galaxie d'Andromède (M31) et ses satellites. Au moins quatorze galaxies naines gravitent autour de la galaxie d'Andromède. La plus brillante et la plus grande est M32, visible avec un télescope basique. La deuxième plus brillante et la plus proche de M32 est M110. Les autres galaxies sont moins brillantes et n'ont pour la plupart été découvertes qu'à partir des années 1970.
Le 11 janvier 2006, il a été annoncé que les galaxies peu lumineuses compagnes de la galaxie d'Andromède se trouvent dans ou à proximité d’un seul plan traversant le centre de la galaxie d'Andromède. Cette distribution inattendue n’est pas comprise de façon évidente dans le contexte des modèles actuels de formation de galaxies. Le plan des galaxies satellites pointe vers un groupe de galaxies proche (le groupe de M81), traçant peut-être la distribution à grande échelle de matière noire.

## Membres
Les membres sont listés ici par ordre de découverte (la distance orbitale n'est pas connue). 
| Nom                                                    | Type    | Distance au Soleil (en millions d'années-lumière) | Ascension droite** | Déclinaison**   | Magnitude absolue | Magnitude apparente | Rapport masse/luminosité | Année de découverte | Notes                                                              |
| ------------------------------------------------------ | ------- | ------------------------------------------------- | ------------------ | --------------- | ----------------- | ------------------- | ------------------------ | ------------------- | ------------------------------------------------------------------ |
| Galaxie d'Andromède (M31)                              |         |                                                   |                    |                 |                   |                     |                          |                     |                                                                    |
| M32                                                    | dE2     | 2.48                                              | 00h 42m 41.877s    | +40° 51′ 54.71″ |                   | +9.2                |                          | 1749                |                                                                    |
| M110                                                   | dE6     | 2.69                                              | 00h 40m 22.054s    | +41° 41′ 08.04″ |                   | +9.4                |                          | 1773                |                                                                    |
| NGC 185                                                | dE5     | 2.01                                              | 00h 38m 57.523s    | +48° 20′ 14.86″ |                   | +11                 |                          | 1787                |                                                                    |
| NGC 147                                                | dE5     | 2.2                                               | 00h 33m 12.131s    | +48° 30′ 32.82″ |                   | +12                 |                          | 1829                |                                                                    |
| Andromède I                                            | dSph    | 2.43                                              | 00h 45m 39.264s    | +38° 02′ 35.17″ | -11.8             | +13.2               | 31 ± 6                   | 1970                |                                                                    |
| Andromède II                                           | dSph    | 2.13                                              | 01h 16m 28.136s    | +33° 25′ 50.36″ | -12.6             | +13                 | 13 ± 3                   | 1970                |                                                                    |
| Andromède III                                          | dSph    | 2.44                                              | 00h 35m 31.777s    | +36° 30′ 04.19″ | -10.2             | +10.3               | 19 ± 12                  | 1970                |                                                                    |
| Andromède IV *                                         | dIm?    | 22-24                                             | 00h 42m 32.798s    | +40° 34′ 16.27″ |                   | +16.6               |                          | 1972                | Jadis considérée comme satellite d'Andromède (prouvé faux en 2014) |
| Andromède V                                            | dSph    | 2.52                                              | 01h 10m 16.952s    | +47° 37′ 40.12″ | -9.6              | +15.4               | 78 ± 50                  | 1998                |                                                                    |
| Galaxie naine sphéroïdale de Pégase (Andromède VI)     | dSph    | 2.55                                              | 23h 51m 46.516s    | +24° 34′ 55.69″ | -11.5             | +14.5               | 12 ± 5                   | 1998                |                                                                    |
| Galaxie naine sphéroïdale de Cassiopée (Andromède VII) | dSph    | 2.49                                              | 23h 26m 33.321s    | +50° 40′ 49.98″ | -13.3             | +12.9               | 7.1 ± 2.8                | 1998                |                                                                    |
| Andromède VIII                                         | dSph    | 2.7                                               | 00h 42m 06s        | +40° 37′ 00″    |                   | +9.1                |                          | 2003                |                                                                    |
| Andromède IX                                           | dSph    | 2.5                                               | 00h 52m 52.493s    | +43° 11′ 55.66″ | -8.3              | +16.2               |                          | 2004                |                                                                    |
| Andromède X                                            | dSph    | 2.9                                               | 01h 06m 34.740s    | +44° 48′ 23.31″ | -8.1              | +16.2               | 63 ± 40                  | 2005                |                                                                    |
| Andromède XI                                           | dSph    |                                                   | 00h 46m 20s        | +33° 48′ 05″    | -7.3              |                     |                          | 2006                |                                                                    |
| Andromède XII                                          | dSph    |                                                   | 00h 47m 27s        | +33° 22′ 29″    | -6.4              |                     |                          | 2006                |                                                                    |
| Andromède XIII                                         | dSph    |                                                   | 00h 51m 49.555s    | +33° 00′ 31.40″ | -6.9              |                     |                          | 2006                |                                                                    |
| Andromède XIV                                          | dSph    |                                                   | 00h 41m 35.219s    | +29° 41′ 45.87″ | -8.3              |                     | 102 ± 71                 | 2007                |                                                                    |
| Andromède XV                                           | dSph    |                                                   | 01h 14m 18.7s      | +38° 07′ 02.9″  | -9.4              |                     |                          | 2007                |                                                                    |
| Andromède XVI                                          | dSph    |                                                   | 00h 59m 29.843s    | +32° 22′ 27.96″ | -9.2              |                     |                          | 2007                |                                                                    |
| Andromède XVII                                         | dSph    |                                                   | 00h 37m 07s        | +44° 19′ 20″    | -8.5              |                     |                          | 2008                |                                                                    |
| Andromède XVIII                                        | dSph/Sm |                                                   | 00h 02m 15.184s    | +45° 05′ 19.78″ |                   |                     |                          | 2008                |                                                                    |
| Andromède XIX                                          | dSph    |                                                   | 00h 19m 32.1s      | +35° 02′ 37.1″  | -9.3              |                     |                          | 2008                |                                                                    |
| Andromède XX                                           | dSph    |                                                   | 00h 07m 30.530s    | +35° 07′ 45.94″ | -6.3              |                     |                          | 2008                |                                                                    |
| Andromède XXI                                          | dSph    |                                                   | 23h 54m 47.7s      | +42° 28′ 15″    | -9.9              |                     |                          | 2009                |                                                                    |
| Andromède XXII                                         | dSph    |                                                   | 00h 27m 40s        | +28° 05′ 25″    | -7.0              |                     |                          | 2009                |                                                                    |
| Andromède XXIII                                        | dIrr    |                                                   | 01h 29m 21.944s    | +38° 43′ 05.97″ |                   |                     |                          | 2011                |                                                                    |
| Andromède XXIV                                         |         |                                                   | 01h 18m 30s        | +46° 21′ 58″    |                   |                     |                          | 2011                |                                                                    |
| Andromède XXV                                          |         |                                                   | 00h 30m 08.9s      | +46° 51′ 07″    |                   |                     |                          | 2011                |                                                                    |
| Andromède XXVI                                         |         |                                                   | 00h 23m 45.6s      | +47° 54′ 58″    |                   |                     |                          | 2011                |                                                                    |
| Andromède XXVII                                        |         |                                                   | 00h 37m 27.1s      | +45° 23′ 13″    |                   |                     |                          | 2011                |                                                                    |
| Andromède XXVIII                                       | dSph    |                                                   | 22h 32m 41.449s    | +31° 12′ 59.10″ |                   |                     |                          | 2011                |                                                                    |
| Andromède XXIX                                         | dIrr    |                                                   | 23h 58m 55.440s    | +30° 45′ 22.09″ |                   |                     |                          | 2011                |                                                                    |
| Tidal Stream Northwest (Tidal Stream E and F)          |         |                                                   | 00h 20m 00s        | +46° 00′ 00″    |                   |                     |                          | 2009                |                                                                    |
| Tidal Stream Southwest                                 |         |                                                   | 00h 30m 00s        | +37° 30′ 00″    |                   |                     |                          | 2009                |                                                                    |
| Galaxie du Triangle* (M33)                             | SA(s)cd | 2.59                                              | 01h 33m 50.883s    | +30° 39′ 36.54″ |                   | +6.27               |                          | 1654?               | Distance exacte et relation avec Andromède incertaines             |

** Les valeurs RA / DEC en italique sont des estimations approximatives.